# PBtisk
PBtisk a.s., je česká ofsetová tiskárna s knihárnou zaměřující se na archový tisk, kterou založil v roce 1990 Pavel Baštář v Příbrami a provozoval ji nejprve jako fyzická osoba. V roce 2001 se firma transformovala na společnost s ručením omezeným (PBtisk s.r.o.) a od roku 2011 se právní forma změnila na akciovou společnost (PBtisk a.s.).
Firma se zaměřuje na kompletní výrobu knih s orientací nejen na domácí trh, ale významná část výroby také míří do zemí EU. Sortiment výroby zahrnuje měkké i tuhé knižní vazby, možnost výseku, výrobu obalů. Firma zaměstnává přibližně 130 zaměstnanců.

## Ocenění činnosti – za kvalitu zpracování
- Nejkrásnější kniha roku 2011: kategorie Učebnice – 2. místo, titul Ať se tužka zapotí, vyrobeno pro nakladatelství Martina Kubáta
- Výroční knižní ceny Magnesia Litera 2010 – v kategorii Litera za prózu, Ivan Matoušek: Oslava (Revolver revue)
- Celonárodní anketa Kniha mého srdce 2010 – za vítěznou knihu Saturnin, Nakladatelství Šulc – Švarc, s.r.o.
- Nejkrásnější česká kniha roku 2009 – 3. místo za publikaci Fotomontáž tiskem – vyrobeno pro nakladatelství Kant.
- Nejkrásnější česká kniha roku 2008 – 3. místo za publikaci Stanislav Diviš – vyrobeno pro nakladatelství Kant.
- Nejkrásnější česká kniha roku 2007 – 3. místo za publikaci Poklad starého brouka – vyrobeno pro nakladatelství Baobab
- Nejkrásnější česká kniha roku 2006 – 2. a dvě 3. místa za publikace, které se zde tiskly a vázaly
- Nejkrásnější česká kniha roku 2005 – 2. a 3. místo za publikace, které se zde tiskly a vázaly
- 3. místo v kategorii "Vynikající polygrafické zpracování" v soutěži Nejkrásnější knihy roku 2004
- Fotografická publikace roku 2004 – čtyři oceněné publikace, které se zde vyrobily
- Nejkrásnější knihy roku 2003 hned za tři publikace, které se zde vyrobily
- Go kamera 2003 – 1. a 2. místo v kategorii cestovatelská publikace
- Fotografická publikace roku 2000/2001 v kategorii Tematická publikace
- Nejkrásnější kniha roku 2000 – třetí místo v kategorii Krásná literatura

## Ocenění činnosti – za hospodářské výsledky
- TOP firma Příbramsko 2011 – 1. místo v kategorii 51-200 zaměstnanců, uděleno Okresní hospodářská komora v Příbrami
- Nejlepší firma okresu Příbram 2005: Uděleno Hospodářskou komorou ČR
- 2005 Coface Czech Intercredit: Štika českého byznysu, 2. místo ve Středočeském kraji[3]
- 2004 Coface Czech Intercredit: Štika českého byznysu, 1. místo v České republice[4][5][6]
- Nejlepší firma okresu Příbram 2001: Uděleno Hospodářskou komorou ČR